# Dolbenmaen
Dolbenmaen  (9,64 km²  è un villaggio con status di community del Galles nord-occidentale, facente parte della contea di Gwynedd e situato nella penisola di Llŷn e lungo il corso del fiume Dwyfor. Conta una popolazione di circa 1.300 abitanti.

## Geografia fisica

### Collocazione
Dolbenmaen si trova nell'estremità orientale della penisola di Llŷn, a circa 6,5 km a nord del villaggio costiero di Criccieth.

## Società

### Evoluzione demografica
Al censimento del 2011, Dolbenmaen contava una popolazione pari a 1.343 abitanti.
Il 65% della popolazione si è dichiarato in grado di parlare la lingua gallese.

## Monumenti e luoghi d'interesse

### Castello di Dolbenmaen
Tra gli edifici principali di Dolbenmaen, figurano le rovine del castello, un motte e bailey, andato in gran parte perduto nel corso del XVI-XVIII secolo.